# Флигерфюрер Ирак
«Флигерфюрер Ирак» («Авиакомандование Ирак»; нем. Fliegerführer Irak) — подразделение ВВС Германии (Люфтваффе), отправленное в Ирак в мае 1941 года в составе германской миссии по поддержке режима Рашида Али во время англо-иракской войны. Миссия была частью военных усилий, направленных на то, чтобы режим Рашида Али мог заручиться поддержкой Стран «Оси» на Ближнем Востоке против Великобритании и её союзников во время Второй мировой войны.

## Обстановка
1 апреля 1941 года Рашид Али и члены «Золотого квадрата» возглавили государственный переворот в Ираке. В период, предшествовавший перевороту, сторонники Рашида Али были проинформированы о том, что Германия готова признать независимость Ирака от Британской империи.
Министр иностранных дел Германии Иоахим фон Риббентроп 3 мая убедил Адольфа Гитлера тайно вернуть доктора Фрица Гробба в Ирак, чтобы он возглавил дипломатическую миссию для оказания поддержки режиму Рашида Али. Миссию Гроббы сопровождали военные, и она курировалась непосредственно OKW (Oberkommando der Wehrmacht). Военная миссия была подчинена «Специальному штабу F» (Sonderstab F) и в него входили подразделения Абвера, и соединение Люфтваффе. «Специальным штабом F» командовал генерал авиации Хельмут Фельми. «Флигерфюрер Ирак» был соединением Люфтваффе при «Специальном штабе F», и хотя авиасоединение было частью военной миссии «Специального штаба F», подразделение также было и несколько отделено от неё: личный состав авиачасти подчинялся верховному командованию Люфтваффе, а не начальнику OKW.
6 мая, Германия договорилась с вишистским правительством Франции о высвобождении некоторой военной техники (в том числе самолётов) из запечатанных складов в Сирии и предоставлении их иракцам. Французы также согласились разрешить провоз другого оружия и запасов, а также предоставили в аренду Германии несколько авиабаз на севере Сирии для переброски немецких и итальянских самолётов в Ирак.
Также 6 мая оберст Люфтваффе Вернер Юнк получил в Берлине указание направить небольшое соединение самолётов в Ирак, которое было названо «Спецназ Юнка» (Sonderkommando Junck) Юнк встретился с рейхсмаршалом Германом Герингом и был назначен командующим авиации в Ираке (Fliegerführer Irak) Затем Юнк был проинструктирован генерал-лейтенантом Хансом Ешоннеком, (начальником штаба Геринга), так как находясь под тактическим руководством Юнка, «зондеркоманда Юнка» должна была находиться под общим руководством Ешоннека. Самолёты этой зондеркоманды имели иракские опознавательные знаки и действовали с авиабазы в Мосуле, примерно в 240 милях к северу от Багдада.
«Флигерфюрер Ирак» должен был состоять из эскадрильи тяжелых истребителей Messerschmitt Bf 110 (12 самолётов) из состава 4.Staffel / ZG 76 и эскадрильи бомбардировщиков Heinkel He 111 (12 самолётов). Кроме того, для помощи в переброске сил в Ирак были задействованы 13 трехмоторных транспортных самолётов Junkers Ju 52 и четырёхмоторный транспортный самолёт Junkers Ju 90. Все эти транспортники (кроме трёх), должны были быть немедленно возвращены в Грецию для подготовки к высадке на Крит. .
Юнка сопровождал в Ирак майор Аксель фон Бломберг. Задачей фон Бломберга было возглавить разведывательную группу, которая должна была предшествовать подразделению и осуществлять взаимодействие авиации с иракскими войсками в операции против британцев.

## Прибытие

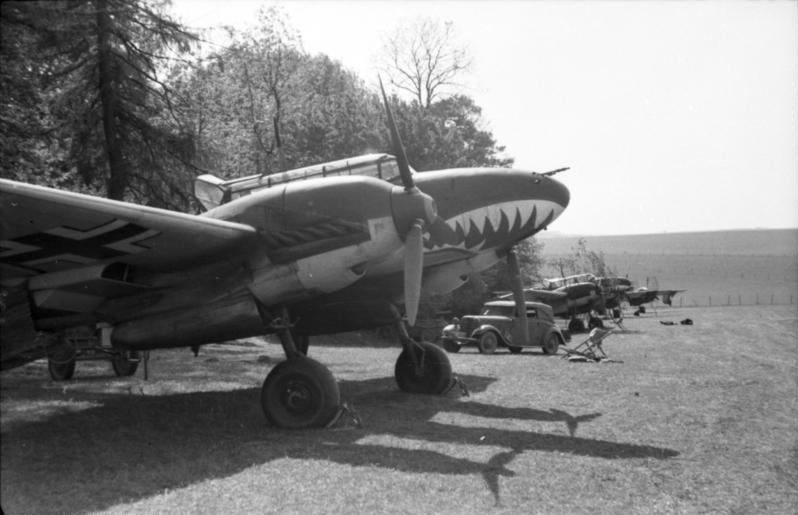
В то время как немецкая маркировка была закрашена иракской символикой, многие Messerschmitt Bf 110 в Ираке по-прежнему имели на носу маркировку «акульи зубы» 4/ZG76

Доктор Гробба и его миссия прибыли в Алеппо во французской Сирии 9 мая 1941 года. Их сопровождали два Messerschmitt Bf 110, и 11 мая они достигли Багдада.
13 мая основная часть сил Юнка прибыла в Мосул. Полёт по преодолению 1200 миль занял около 36 часов. В последующие дни самолёты Юнка всё чаще посещали Багдад.
14 мая транспортный самолёт Юнка начал полёт через Алеппо в Мосул. В этот день в Мосул прибыли ещё три Messerschmitt Bf 110 и три Heinkel He 111. Из-за поврежденных задних колес два перегруженных Heinkel He 111 остались в Пальмире в центральной Сирии. Британские истребители незаконно вошли в воздушное пространство Франции Виши и обстреляли выведенных из строя немецкие бомбардировщики.
15 мая Юнк прибыл в Мосул ещё с девятью самолётами. К концу дня он собрал группу из двенадцати «Мессершмиттов» Bf 110, пяти «Хейнкелей» He 111, связного звена с лёгкими самолётами, секции зенитных орудий и трёх «Юнкерсов» Ju 52.

## Боевые действия
Британские войска уже начали свои контрнаступательные операции в Ираке. К 15 мая Юнк знал, что британское соединение «Хабфорс» направляется на базу королевских ВВС в Хаббании, а «Кингкол» (Kingcol — летающая колонна, специальное соединение британской армии, созданное во время англо-иракской войны) взял форт Рутба. 15 мая Юнк послал одинокий бомбардировщик «Хейнкель» на поиски частей «Кингкола» в Рутбе. Бомбардировщик обнаружил и атаковал подразделения «Кингкола», которые и сообщили о военной помощи со стороны Германии иракскому режиму.
В тот же день 15 мая в Багдад через Мосул прибыла германская разведывательно-диверсионная группа «Спецштаба F» под руководством майора Люфтваффе Акселя фон Бломберга (англ. Axel von Blomberg), в числе задач которой было формирование профашистского Арабского Легиона, и договориться о военном совете с иракским правительством (который был запланирован на 17 мая). Но при посадке самолёт группы попал под дружественный огонь иракских войск, и фон Бломберг погиб, оставив «спецштаб» без руководителя.
16 мая Юнк посетил Багдад вместо фон Бломберга. Он встретился с доктором Гроббой, Рашидом Али, генералом Амином Заки, полковником Нур эд-Дином Махмудом и Махмудом Салманом. Группа согласовала ряд приоритетов для самолётов Флигерфюрера Ирака. Первый заключался в том, чтобы не допустить подразделениям «Кингкол» достичь авиабазы британских ВВС в Хаббании. Второй заключался в том, чтобы иракские сухопутные войска взяли Хаббанию при поддержке с воздуха от Флигерфюрера Ирака. Немцам также было очень важно обеспечить Королевской иракской армии «выпрямление позвоночника». Было известно, что военнослужащие РИРА очень боялись возможных бомбардировок британской авиации.

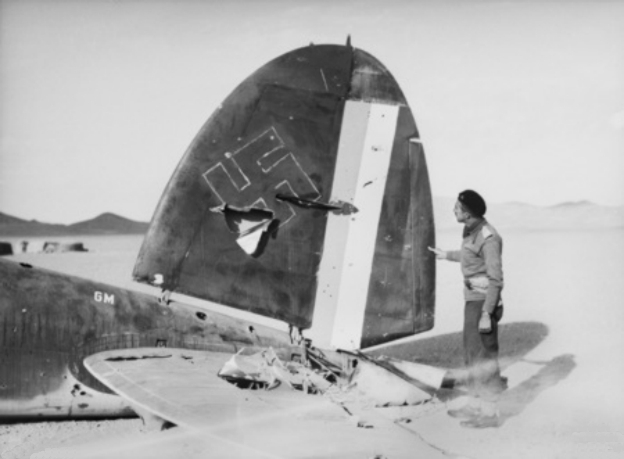
Хвостовое оперение сбитого немецкого бомбардировщика Хейнкель He 111 с иракскими опознавательными знаками (декабрь 1941)

В тот же день Юнк организовал рейд Флигерфюрера Ирака на Хаббанию. Шесть самолётов Messerschmitt Bf 110 и три Heinkel He 111 атаковали авиабазу, что застало её персонал врасплох. Однако в то время как несколько защитников были убиты на земле, немцы потеряли один «Хейнкель» в обмен на «Аудакс» и «Гладиатор».
17 мая три Messerschmitt Bf 110 атаковали растянутую колонну «Кингкол» в открытой пустыне. К счастью для британцев, истребители не атаковали их накануне, когда многие их машины застряли по самый клиренс в мягком песке.
В тот же день британские Королевские ВВС (RAF) отплатили Юнку его же монетой. Два пушечных Hawker Hurricane прибывшие из Египта, и шесть бомбардировщиков Bristol Blenheim из 84-й эскадрильи, нанесли удар по немцам в Мосуле. При потере одного «Харрикейна» — два немецких самолёта были уничтожены и четыре были повреждены. Кроме того, два истребителя-биплана Gladiator из Хаббании столкнулись с двумя Messerschmitt 110, пытавшимися взлететь с аэродрома Рашид в Багдаде — оба «мессершмитта» были уничтожены.
К 18 мая силы Юнка сократились до восьми Messerschmitt Bf 110, четырёх Heinkel He 111 и двух Junkers Ju 52. Это представляло собой примерно 30-процентную потерю его первоначального состава. Из-за невозможности замен и подкреплений, отсутствия запасных частей, плохого топлива и агрессивных атак британцев, такой уровень потерь не сулил авиасоединению «Флигерфюрер Ирак» ничего хорошего. К концу мая Юнк потерял 14 «мессершмиттов» и 5 «хейнкелей».
Гитлер в поддержку иракского восстания издал 23 мая 1941 года директиву фюрера № 30.
Арабское движение за свободу на Ближнем Востоке — наш естественный союзник против Англии. В этой связи особое значение придаётся освобождению Ирака... Поэтому я решил продвигаться вперёд на Ближнем Востоке, поддерживая Ирак.
27 мая двенадцать итальянских истребителей-бипланов Fiat CR.42 из Regia Aeronautica (Королевские ВВС Италии) прибыли в Мосул для взаимодействия под немецким командованием. К 29 мая сообщалось об итальянских самолётах над Багдадом. По словам Уинстона Черчилля, итальянская авиация ничего существенного не добилась. В других источниках говорится, что они действительно прибыли вовремя, чтобы принять участие в последнем воздушном сражении иракской кампании 29 мая, одержав победы над 94-й эскадрильей RAF.
28 мая доктор Гробба отправил паническое сообщение из Багдада в Берлин, в котором сообщал, что британцы приблизились к городу с более чем «сотней танков». К тому времени у Юнка не было исправных Messerschmitt Bf 110, а только два Heinkel He 111 с четырьмя бомбами к ним.
Немецкая военная миссия в Ираке убыла под покровом темноты 29 мая. Сам доктор Гробба бежал из Ирака на следующий день.

## Командиры
- Генерал-лейтенант Ханс Йешоннек — с 6 мая 1941 г. по 29 мая 1941 г. (в Европе).
- Полковник Вернер Юнк — с 6 мая 1941 г. по 29 мая 1941 г. (в Ираке).